# Dissziplin
Dissziplin (* 1985 in Cottbus als Ben Arnold) ist ein deutscher Rapper aus Cottbus. Sein Künstlername leitet sich vom Slangausdruck „dissen“ („jemanden schlechtmachen“) ab.

## Leben
Arnold stammt ursprünglich aus Cottbus, wo er das Fürst-Pückler-Gymnasium besuchte. Von 2008 bis 2010 machte er eine Lehre als Mediengestalter. Seit 2010 wohnt er in Dresden.
Erste Bekanntheit erlangte er durch die Gruppierung „Ostmob“, die er zusammen mit dem Künstler Ossi Ostler gründete.
2005 begann er unter dem Künstlernamen „Dissziplin“ die ersten Tracks zu produzieren. Im selben Jahr erschien eine Free-EP mit dem Namen „Zwang“. Mit dieser EP und den Veröffentlichungen der Band „Ostmob“ wurde Dissziplin in der Rapszene bekannt.
2007 erschien sein erstes Solo-Album mit dem Namen „Plattenbauten“. Auf diesem Album sind auch die Künstler Dita Rantel und Ossi Ostler vertreten. Aufgrund dieser Veröffentlichung trat er erstmals auf nationaler Ebene in Erscheinung.
2009 veröffentlichte Dissziplin „Platz an der Sonne“. Dies war sein zweites Solo-Album. Neben Künstlern wie King Orgasmus One und Joe Rilla sind auch Ossi Ostler und Morlockk Dilemma auf diesem Album vertreten. Mit der Veröffentlichung von „Platz an der Sonne“ erschienen zu einigen Tracks Musikvideos auf diversen Internet-Videoportalen. Seine bekanntesten Tracks „Ich bin Deutschland“ und „Hörst du Sie?“ sind ebenfalls auf diesem Album enthalten.
2010 veröffentlichte er das Video zu dem Track „Es geht nicht mehr“ („Platz an der Sonne“) auf 16bars.tv.
Ende 2011 veröffentlichte der Rapper Scotch ein Video zu seinem Track „MTV“, in dem auch Dissziplin mitwirkt.
Anfang 2012 gab Dissziplin bekannt, dass noch dieses Jahr sein drittes Album „Volksmusik“ erscheinen wird. Das Video zur ersten Single-Auskopplung („Invictus“) aus dem neuen Album erschien Mitte September auf der Internetseite Aggro.TV, das Video zu dem Track „Gib mir meine Stadt zurück“ Mitte Oktober auf rap.de. Kurz darauf folgte die Veröffentlichung des Videos zu „Falscher Freund“ auf der Internetseite meinrap.de.

## Zuordnung zum rechtsradikalen Spektrum
Dissziplin sympathisiert mit der rassistischen Identitären Bewegung und gilt innerhalb der Gruppierung als wichtiger Musiker. Er lehnt es jedoch ab als „Nazi“ eingeordnet zu werden. So wie auch die Künstler Fler und Joe Rilla wird Dissziplin von seinen Sympathisanten als „patriotischer Rapper“ bezeichnet. Er sei stolz auf seine Herkunft und wolle dies auch sagen dürfen. Sein Anspruch sei es, Stimme der Jugend, einer neuen, unbelasteten Generation zu sein.

## Diskografie
Alben
- 2007: Plattenbauten
- 2009: Platz an der Sonne
- 2012: Volksmusik

Videos
- 2007: Plattenbauten
- 2007: Von Angesicht zu Angesicht
- 2009: Hörst du sie? (feat. Joe Rilla)
- 2009: Ich bin Deutschland
- 2009: Steht auf (feat. King Orgasmus One)
- 2010: Es geht nicht mehr
- 2012: Invictus
- 2012: Gib mir meine Stadt zurück
- 2012: Falscher Freund
- 2012: Halt die Fresse
- 2012: Eine Jugend
- 2017: Charlie Hebdo
- 2019: Heimgekommen